# Andreas Samuel Krebs
Andreas Samuel Krebs (10. marts 1767 i Galmesbøl, Hertugdømmet Slesvig – 28. marts 1818 i Christiania) var en dansk, senere norsk officer, brodersøn til Heinrich Johannes Krebs.
Han var søn af pastor Ditlev Peter Krebs (1732-1788) og Birgitte Marie f. Lützen. Han var oprindelig
bestemt for den studerende vej, men da han ikke følte lyst dertil og tidlig røbede betydelige anlæg for matematik, blev han anbragt i huset hos sin farbroder, professor Heinrich Johannes Krebs i København for af ham at blive forberedt til officerseksamen. 1780 indtrådte han på artilleriinstituttet i København, fik udnævnelse 1785 til stykjunker og det følgende år ifølge Ludvig Jacob Binzers ønske ansættelse som sekondløjtnant ved Holstenske Jægerkorps. Med dette kom han under krigen 1788 til Norge og blev her forsat til det da lige oprettede Norske Jægerkorps. Ved korpset, hvor han samme år blev premierløjtnant, 1791 kaptajn, 1806 major, var han i en lang årrække forstander for undervisningsskolen og indlagde sig som sådan megen fortjeneste. I krigen 1808 førte han under oberst Bernhard Ditlef von Staffeldts fraværelse i længere tid kommandoen over korpset og fremhævedes gentagne gange af prins Christian August for sin tapperhed og konduite som fører, således i træfningerne ved Høland, Rødnæs og Berby. Han var også en af de første officerer, der hædredes med Ridderkorset af den nye Dannebrogorden. 1810 blev Krebs ansat som interimskommandant på Kongsvinger og samme år forsat som tjenstgørende major til Akershusiske Skarpskyttekorps, hvor han det følgende år forfremmedes til oberstløjtnant. I denne egenskab førte han i 1814 under kampen for Norges selvstændighed med fortrinlig dygtighed et af alle våbenarter sammensat kommando, og de smukke sejre, han i spidsen for dette tilkæmpede sig over svenskerne, der var anført af generalmajor Carl Pontus Gahn, 2. og 5. august, skaffede ham senere, da erkendtlige nordmænd rejste ham et mindesmærke, tilnavnet «Helten fra Lier og Matrand».
Krebs, der under sin lange tjeneste i den norske hær og ved sit giftermål med Else Thyrholm Gude (død 1847), datter af købmand Just Gude i Moss, var blevet knyttet fast til Norge, forblev her efter dets adskillelse fra Danmark. 1815 udnævntes han til oberst, 1816 til adjudant hos Carl XIII, 1818 til chef for 1. Akershusiske Brigade. Han døde 28. marts samme år.
Krebs' gate i Oslo blev opkaldt efter ham i 1874. Det er også Oberst Krebs'-gader i Kongsvinger og på Skotterud i Eidskog. Et mindesmærke for Krebs med portrætrelief blev rejst på Krist kirkegård, Oslo, 17. november 1879.